# Aliaksandr Vashchyla
Aliaksandr Vashchyla (né le 30 août 1981) est un athlète biélorusse spécialiste du lancer du marteau. 

## Carrière

### Palmarès
| Date | Compétition                   | Lieu      | Résultat | Performance |
| ---- | ----------------------------- | --------- | -------- | ----------- |
| 2003 | Championnats d'Europe espoirs | Bydgoszcz | 3e       | 71,91 m     |
| 2007 | Universiade                   | Bangkok   | 1er      | 76,94 m     |

### Records
| Épreuve           | Performance | Lieu  | Date        |
| ----------------- | ----------- | ----- | ----------- |
| Lancer du marteau | 80,12 m     | Minsk | 7 juin 2008 |